# Oncicola spirula
Oncicola spirula är en hakmaskart som först beskrevs av Olferas 1819.  Oncicola spirula ingår i släktet Oncicola och familjen Oligacanthorhynchidae. Inga underarter finns listade i Catalogue of Life.